# Laurelville
Laurelville is een plaats (village) in de Amerikaanse staat Ohio, en valt bestuurlijk gezien onder Hocking County.

## Demografie
Bij de volkstelling in 2000 werd het aantal inwoners vastgesteld op 533.
In 2006 is het aantal inwoners door het United States Census Bureau geschat op 549, een stijging van 16 (3,0%).

## Geografie
Volgens het United States Census Bureau beslaat de plaats een oppervlakte van
0,5 km², geheel bestaande uit land. Laurelville ligt op ongeveer 210 m boven zeeniveau.

## Plaatsen in de nabije omgeving
De onderstaande figuur toont nabijgelegen plaatsen in een straal van 20 km rond Laurelville.